# Let's Have a Party (rag)
Let's Have a Party är ett ragtimepotpurri av pianisten Winifred Atwell från 1953.  Singeln gick in på englandslistan den 4 december 1953, och nådde som högst andra platsen under sina nio veckor där. Uppföljaren Let's Have Another Party från 1954 tog sig också in på englandslistan.